# Нестеров, Иван Михайлович
Иван Михайлович Нестеров (24 мая 1926 — 30 апреля 2014) — советский и российский кларнетист, музыкальный педагог, профессор.

## Биография
Родился 24 мая 1926 года.
Окончил Свердловское музыкальное училище им. П. И. Чайковского (1953) и Уральскую государственную консерваторию (1958, класс П. Подгорного). Учёбу в консерватории совмещал с работой в оркестре Свердловского театра оперы и балета.
Был первым исполнителем сонаты для кларнета уральского композитора Вячеслава Щёлокова (1965), в его репертуар входили сочинения Моцарта, Дебюсси, Хиндемита, Пуленка, Сергея Прокофьева, Сергея Василенко и др. Нестерову принадлежит ряд переложений для кларнета, в том числе произведений Людвига ван Бетховена, Милия Балакирева, Владимира Бакалейникова.
Сразу по завершении образования Нестеров начал преподавать в Уральской консерватории на кафедре духовых инструментов. В 1975—1997 гг. возглавлял кафедру. Среди учеников Нестерова ― ряд заметных музыкантов и педагогов, в том числе лауреат многих международных конкурсов и фестивалей Владимир Чекасин, заслуженный артист РФ, главный дирижёр Липецкого симфонического оркестра Гаррий Оганезов, профессор Уральской консерватории Игорь Паращук, преподаватели консерваторий С. Терехов и Б. Турчинский (Израиль), солист военного оркестра в Омске Н. Залесов и другие.
Автор более 20 научно-методических работ, в том числе «Об исполнительском дыхании», «Работа над музыкальным образом», «Интерпретации концертов К. М. Вебера для кларнета» и др. Он выступал как организатор многочисленных региональных конкурсов исполнителей на духовых инструментах, входил в жюри многих российских конкурсов, проводил мастер-классы в Москве, Нижнем Тагиле, Березниках, Новосибирске, Одессе, Челябинске, Перми и других городах СССР.
Скончался 30 апреля 2014 года в Екатеринбурге. Похоронен на Широкореченском кладбище.